# Vladímir Torlopov
Vladímir Aleksándrovich Torlopov (en ruso: Влади́мир Алексан́дрович Торлопов, en komi: Торлопов Öльöксан Володь, Torplopov Öl'öksan Volod') (nacido en 1949) es el presidente de la República de Komi en Rusia.
- Datos: Q1193444
- Multimedia: Vladimir Torlopov / Q1193444